# Мухинский сельсовет (Октябрьский район)
Му́хинский сельсове́т — сельское поселение в Октябрьском районе Амурской области.
Административный центр — посёлок Мухинский.

## История
Мухинский сельсовет был образован в 1959 году.
17 марта 2005 года в соответствии с Законом Амурской области № 457-ОЗ муниципальное образование наделено статусом сельского поселения.

## Население
| 2002 | 2010 | 2011 | 2012 | 2013 | 2014 | 2015 |
| ---- | ---- | ---- | ---- | ---- | ---- | ---- |
| 906  | ↘763 | ↘758 | ↗760 | ↘751 | ↘717 | ↘710 |
| 2016 | 2017 | 2018 | 2021 |      |      |      |
| ↘688 | ↘680 | ↗686 | ↗838 |      |      |      |

## Состав сельского поселения
| № | Населённый пункт | Тип населённого пункта          | Население |
| - | ---------------- | ------------------------------- | --------- |
| 1 | Мухинский        | посёлок, административный центр | ↗572      |
| 2 | Черёмушки        | село                            | ↘114      |